# Red Light Green Light
Red Light Green Light è un singolo del rapper statunitense DaBaby, pubblicato il 25 giugno 2021.

## Descrizione
Red Light Green Light è stato descritto da Tom Breihan di Stereogum come un brano "energico e spregiudicato" e l'ha paragonato al singolo dello stesso DaBaby Ball If I Want To, pubblicato una settimana prima. Regina Cho di Revolt ha scritto che nel brano DaBaby "include un sacco di battute che girano intorno al tema del titolo".

## Video musicale
Il video musicale, diretto dallo stesso DaBaby, è stato pubblicato in concomitanza con l'uscita del brano. Il video fa riferimento ai film Boyz n the Hood - Strade Violente e Il professore matto.

## Tracce
Testi e musiche di Jonathan Kirk e David Doman.
1. Red Light Green Light – 2:40

## Classifiche
| Classifica (2021) | Posizione massima |
| ----------------- | ----------------- |
| Canada            | 50                |
| Grecia            | 90                |
| Stati Uniti       | 50                |